# Watchtower (zespół muzyczny)
Watchtower – amerykański zespół muzyczny wykonujący techniczny thrash metal. Powstała 1982 roku w Austin w stanie Teksas w USA.

## Dyskografia
- Meltdown (1984, demo)
- Energetic Disassembly (1985)
- Demo 1987 (1987, demo)
- Control and Resistance (1989)
- Live!! (2000, VHS)
- Demonstrations in Chaos (2002, kompilacja)
- The Size of Matter (2010, singel)
- Concepts of Math: Book One (2016, EP)[4]